# 安部裕葵
安部 裕葵（あべ ひろき、1999年1月28日 - ）は、東京都北区出身のプロサッカー選手。Jリーグ・浦和レッズ所属。ポジションはフォワード、ミッドフィールダー。元日本代表。

## 来歴

### プロ入り前
北区立浮間小学校時代は城北アスカFC、北区立十条富士見中学校時代はS.T.FOOTBALL CLUB（帝京FCジュニアユース）でプレー。高校からは自身の成長のために親元を離れての寮生活を選び、広島県瀬戸内高等学校へ進んだ。2016年に広島県で開催された全国高等学校総合体育大会では3ゴールを挙げるなどチームの8強進出に貢献した。準々決勝で優勝した船橋市立船橋高等学校に敗れるも、大会優秀選手に選出された。9月23日、J1リーグに所属する鹿島アントラーズ加入が内定したことが発表された。

### 鹿島アントラーズ
2017年、鹿島アントラーズに入団。4月1日、J1リーグ第5節大宮アルディージャ戦でプロ初出場を果たした。4月22日、第8節のジュビロ磐田戦でプロ入り初先発を果たした。6月21日、天皇杯2回戦のFCマルヤス岡崎戦でプロ入り初得点を含む2得点1アシストの活躍を見せた。7月22日、JリーグワールドチャレンジのセビージャFC戦では後半途中出場し、DFとGKをともに引きつけながらラストパスを出し鈴木優磨の先制点をアシストして勝利に貢献した。7月29日のJ1第19節・ヴァンフォーレ甲府戦でリーグ戦初得点を挙げた。
2018年7月19日、第16節のジュビロ磐田戦では1得点1アシストの活躍を見せた。12月13日、同年のJリーグベストヤングプレーヤー賞を受賞した。12月15日、FIFAクラブワールドカップ1回戦のCDグアダラハラ戦では決勝点を決めて勝利に貢献した。12月20日に行われたクラブW杯準決勝のレアル・マドリード戦ではフル出場するも1-3で敗れた。この試合後に涙を流した場面について、シーズン最後のタイトルを目指して戦っているなかで負けてしまい、自身がケガをして復帰した事も含めてチームのこの一年の戦いを思い返して感極まってしまったと振り返っている。
2019年より背番号を10番に変更した。

### FCバルセロナB
2019年7月12日、リーガ・エスパニョーラのFCバルセロナBへの完全移籍でクラブ間合意に達したことが鹿島アントラーズから発表された。7月15日、FCバルセロナと正式に4年契約を結んだ。移籍金は110万ユーロで、契約解除金はバルサBの選手である間は4千万ユーロ、トップチームに所属する場合は1億ユーロに設定された。
2019-20シーズンは、9月1日、第2節のジムナスティック・タラゴナ戦で公式戦デビューを果たすと、先発16試合を含む公式戦20試合に出場して主力として活躍し、11月17日、第13節のUEコルネジャ戦で移籍後初ゴールを決める など4得点を記録。2月2日、第23節のプラット戦で右大腿二頭筋腱を断裂し、2月11日、フィンランド・トゥルクにて手術を受け全治5か月と診断された。
背番号9を付けて臨んだ2020-21シーズンは、11月6日、練習中に右大腿二頭筋を怪我し、12月13日、第9節のエスパニョールB戦で復帰するものの同試合で同箇所を再受傷。4月18日、グループリーグ第3節のビジャレアルB戦で戦列復帰したが、同シーズンは8試合の出場にとどまった。
2021-22シーズン開始前、7月21日、トップチームのプレシーズン初戦となるジムナスティック・タラゴナ戦で途中出場してトップチームデビューを果たしたが、8月8日、バルセロナBのテストマッチ・ジローナ戦で右太腿の違和感により負傷交代。以降は登録外となり、2022年2月23日、フィンランドで右ハムストリングの手術を受けた。
2022-23シーズン終了後、6月30日、契約満了によりFCバルセロナ・アトレティックを退団した。

### 浦和レッズ
2023年7月3日、浦和レッズへ完全移籍。しかしながらコンディション調整や相次ぐ負傷離脱で試合に出場することはできず、2年間で出場は親善試合の1試合に留まった。

### 代表
2019年5月24日、コパ・アメリカに臨む東京五輪世代中心で構成された日本代表に初選出された。6月18日、コパ・アメリカ初戦のチリ戦で途中出場し、A代表デビューを果たした。その後は、世代別代表で時には10番を背負うなどとメンバー入りを果たしていたが、怪我もあってメンバーから外れると、東京五輪まで復帰することなく、本大会にも選出されなかった。

## 人物
- 鹿児島ユナイテッドFC所属の岡崎慎とは同じ小学校でクラスメイトだった[34]。
- セビージャとの試合後、対戦相手のスペイン人左サイドバックのセルヒオ・エスクデロ・パロモからもっとも印象に残った選手として積極的な仕掛けで先制点をアシストしマン・オブ・ザ・マッチに輝いた安部裕葵の「ドリブルがいい」と評価された[35]。

## 所属クラブ
ユース経歴
- 城北ボレアスFC（旧：城北アスカFC）
- 2011年 - 2012年 帝京FCジュニアユース
- 2013年 S.T.FOOTBALL CLUB
- 2014年 - 2016年 広島県瀬戸内高等学校

プロ経歴
- 2017年 - 2019年7月  鹿島アントラーズ
- 2019年7月 - 2023年6月  FCバルセロナB
- 2023年7月 -  浦和レッズ

## 個人成績
| 国内大会個人成績 | 国内大会個人成績 | 国内大会個人成績 | 国内大会個人成績 | 国内大会個人成績 | 国内大会個人成績 | 国内大会個人成績 | 国内大会個人成績 | 国内大会個人成績 | 国内大会個人成績 | 国内大会個人成績 | 国内大会個人成績 |
| 年度             | クラブ           | 背番号           | リーグ           | リーグ戦         | リーグ戦         | リーグ杯         | リーグ杯         | オープン杯       | オープン杯       | 期間通算         | 期間通算         |
| 年度             | クラブ           | 背番号           | リーグ           | 出場             | 得点             | 出場             | 得点             | 出場             | 得点             | 出場             | 得点             |
| 日本             | 日本             | 日本             | 日本             | リーグ戦         | リーグ戦         | リーグ杯         | リーグ杯         | 天皇杯           | 天皇杯           | 期間通算         | 期間通算         |
| ---------------- | ---------------- | ---------------- | ---------------- | ---------------- | ---------------- | ---------------- | ---------------- | ---------------- | ---------------- | ---------------- | ---------------- |
| 2017             | 鹿島             | 30               | J1               | 13               | 1                | 1                | 1                | 2                | 2                | 16               | 4                |
| 2018             | 鹿島             | 30               | J1               | 22               | 2                | 2                | 0                | 5                | 1                | 29               | 3                |
| 2019             | 鹿島             | 10               | J1               | 14               | 1                | 0                | 0                | 1                | 0                | 15               | 1                |
| スペイン         | スペイン         | スペイン         | スペイン         | リーグ戦         | リーグ戦         | 国王杯           | 国王杯           | オープン杯       | オープン杯       | 期間通算         | 期間通算         |
| 2019-20          | バルセロナB      | 12               | セグンダB        | 20               | 4                | -                | -                | -                | -                | 20               | 4                |
| 2020-21          | バルセロナB      | 9                | セグンダB        | 8                | 0                | -                | -                | -                | -                | 8                | 0                |
| 2021-22          | バルセロナB      | -                | セグンダB        | 0                | 0                | -                | -                | -                | -                | 0                | 0                |
| 2022-23          | バルセロナB      | -                | セグンダB        | 0                | 0                | -                | -                | -                | -                | 0                | 0                |
| 日本             | 日本             | 日本             | 日本             | リーグ戦         | リーグ戦         | リーグ杯         | リーグ杯         | 天皇杯           | 天皇杯           | 期間通算         | 期間通算         |
| 2023             | 浦和             | 7                | J1               | 0                | 0                | -                | -                | -                | -                | 0                | 0                |
| 2024             | 浦和             | 7                | J1               | 0                | 0                | 0                | 0                | -                | -                | 0                | 0                |
| 通算             | 日本             | 日本             | J1               | 49               | 4                | 3                | 1                | 8                | 3                | 60               | 8                |
| 通算             | スペイン         | スペイン         | セグンダB        | 28               | 4                | -                | -                | -                | -                | 28               | 4                |
| 総通算           | 総通算           | 総通算           | 総通算           | 77               | 8                | 3                | 1                | 8                | 3                | 88               | 12               |

| 国際大会個人成績 | 国際大会個人成績 | 国際大会個人成績 | 国際大会個人成績 | 国際大会個人成績 | FIFA      | FIFA      |
| 年度             | クラブ           | 背番号           | 出場             | 得点             | 出場      | 得点      |
| AFC              | AFC              | AFC              | ACL              | ACL              | クラブW杯 | クラブW杯 |
| ---------------- | ---------------- | ---------------- | ---------------- | ---------------- | --------- | --------- |
| 2017             | 鹿島             | 30               | 1                | 0                | -         | -         |
| 2018             | 鹿島             | 30               | 8                | 1                | 3         | 1         |
| 2019             | 鹿島             | 10               | 6                | 0                | -         | -         |
| 通算             | AFC              | AFC              | 15               | 1                | 3         | 1         |

その他の国際公式戦
- 2019年
  - AFCチャンピオンズリーグ2019・プレーオフ 1試合0得点

出場歴
- 公式戦初得点 - 2017年6月21日 天皇杯2回戦・FCマルヤス岡崎戦（茨城県立カシマサッカースタジアム）
- Jリーグ初出場 - 2017年4月1日 J1第5節・大宮アルディージャ戦（NACK5スタジアム大宮）
- Jリーグ初得点 - 2017年7月29日 J1第19節・ヴァンフォーレ甲府戦（茨城県立カシマサッカースタジアム）

## タイトル

### クラブ
鹿島アントラーズ
- FUJI XEROX SUPER CUP：1回（2017年）
- AFCチャンピオンズリーグ：1回（2018年）

### 個人
- 全国高等学校総合体育大会 優秀選手：1回（2016年）
- Jリーグベストヤングプレーヤー賞（2018年）

## 代表歴

### 出場大会
- U-18日本代表
  - AFC U-19選手権2018・予選（2017年）
- U-19日本代表
  - トゥーロン国際大会（2017年）
  - インドネシア遠征（2018年）
  - ロシア遠征（2018年）
  - AFC U-19選手権（2018年）
- U-20日本代表
  - 欧州遠征（2019年）
- U-22日本代表
  - 北中米遠征（2019年）
  - キリンチャレンジカップ（2019年）
- 日本代表
  - コパ・アメリカ（2019年）

### 試合数
- 国際Aマッチ 3試合 0得点（2019年）

| 日本代表 | 国際Aマッチ | 国際Aマッチ |
| 年       | 出場        | 得点        |
| -------- | ----------- | ----------- |
| 2019     | 3           | 0           |
| 通算     | 3           | 0           |

### 出場
| No. | 開催日        | 開催都市         | スタジアム                 | 対戦国     | 結果 | 監督   | 大会               |
| --- | ------------- | ---------------- | -------------------------- | ---------- | ---- | ------ | ------------------ |
| 1.  | 2019年6月17日 | サンパウロ       | エスタジオ・ド・モルンビー | チリ       | ●0-4 | 森保一 | コパ・アメリカ2019 |
| 2.  | 2019年6月20日 | ポルト・アレグレ | アレーナ・ド・グレミオ     | ウルグアイ | △2-2 | 森保一 | コパ・アメリカ2019 |
| 3.  | 2019年6月24日 | ベロオリゾンテ   | エスタジオ・ミネイロン     | エクアドル | △1-1 | 森保一 | コパ・アメリカ2019 |